# Убирия, Бежан Михайлович
Бежан Михайлович Убирия (абх. Бежан Убириа; род. 7 марта 1967 года) — депутат Народного Собрания Республики Абхазия IV созыва.

## Биография
Родился 7 марта 1967 года в селе Верхний Баргяп Абхазской АССР, ныне — Галский район Республики Абхазии / Гальский муниципалитет Абхазской Автономной Республики.
В 1986 году окончил Верхне-Баргяпскую среднюю школу. С 1987 по 1989 годы служил в вооружённых силах Советского Союза.
В 1990 году Бежан поступил в Тбилисский государственный университет на факультет философии. Окончив его, с 1994 по 2003 годы не имел постоянной работы.
В 2003—2005 годах работал дежурным станции электросети на ОРУ 35/10 кВ в родном Верхнем Баргяпе. С 2005 года по настоящее время работает в Верхне-Баргяпской средней школе преподавателем истории Абхазии.
С 2007 по 2012 годы Бежан Убирия был депутатом Народного Собрания Республики Абхазия.
В 2013 году — член Государственной комиссии по проверке соответствия действующему законодательству выдачи паспортов гражданам, проживающим в Галском и Ткуарчалском районах.
Женат, имеет троих детей.